# アライアンスMMA
アライアンスMMA（Alliance MMA）は、アメリカ合衆国の総合格闘技ジム。カリフォルニア州サンディエゴ郡チュラビスタに所在。

## 概要
2007年にブランドン・ヴェラがルディ・シルバと共に設立。

## 主な所属選手
- ブランドン・ヴェラ
- ドミニク・クルーズ（UFC世界バンタム級王者）
- アレクサンダー・グスタフソン
- フィル・デイヴィス（Bellator世界ライトヘビー級王者）
- ジェレミー・スティーブンス
- キャット・ジンガノ
- ダリオン・コールドウェル（Bellator世界バンタム級王者）
- ウィルソン・ヘイス
- エリック・ペレス
- ジェシカ・ペネ
- マイルズ・ジュリー

## 元所属選手
- フランク・シャムロック（UFC世界ライトヘビー級王者）
- マイケル・チャンドラー（Bellator世界ライト級王者）
- トラヴィス・ブラウン
- 岡見勇信
- クリス・リーベン
- ロス・ピアソン
- ジェイソン・ランバート
- KJ・ヌーンズ